# Ministrowie ds. podatku Danii

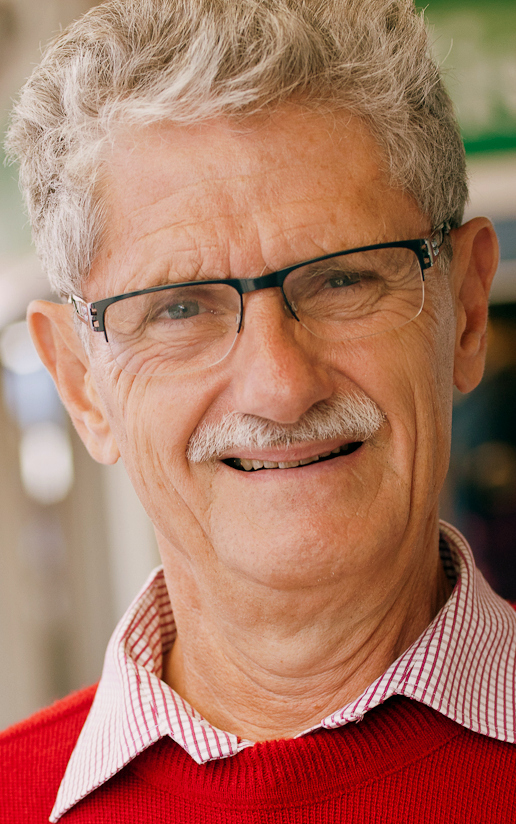
Mogens Lykketoft

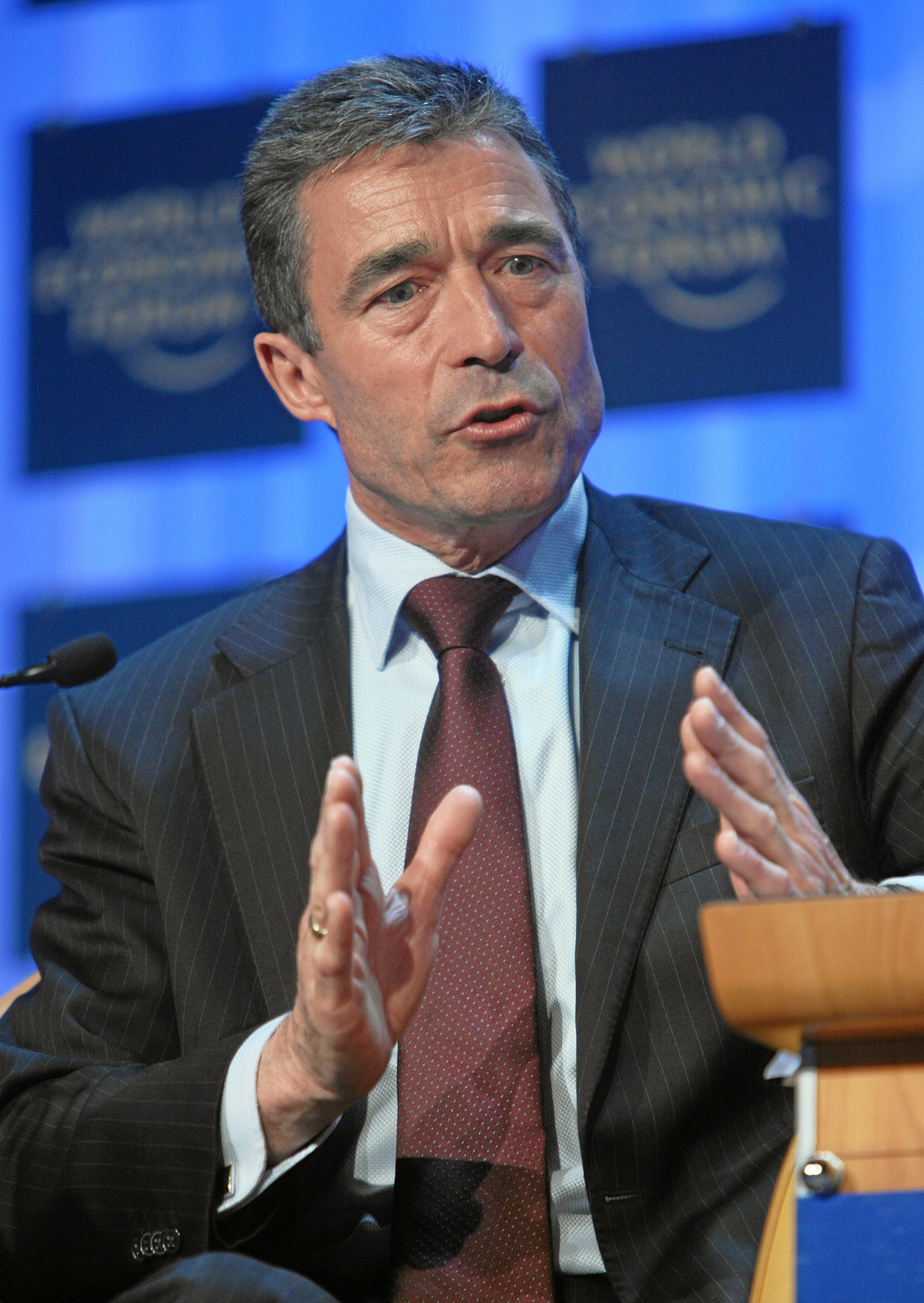
Anders Fogh Rasmussen

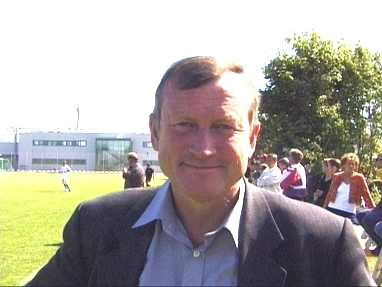
Peter Brixtofte

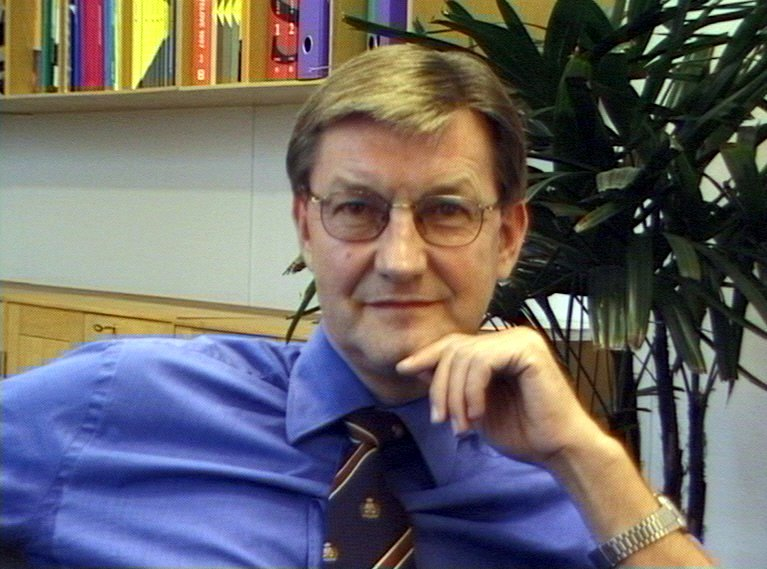
Ole Stavad

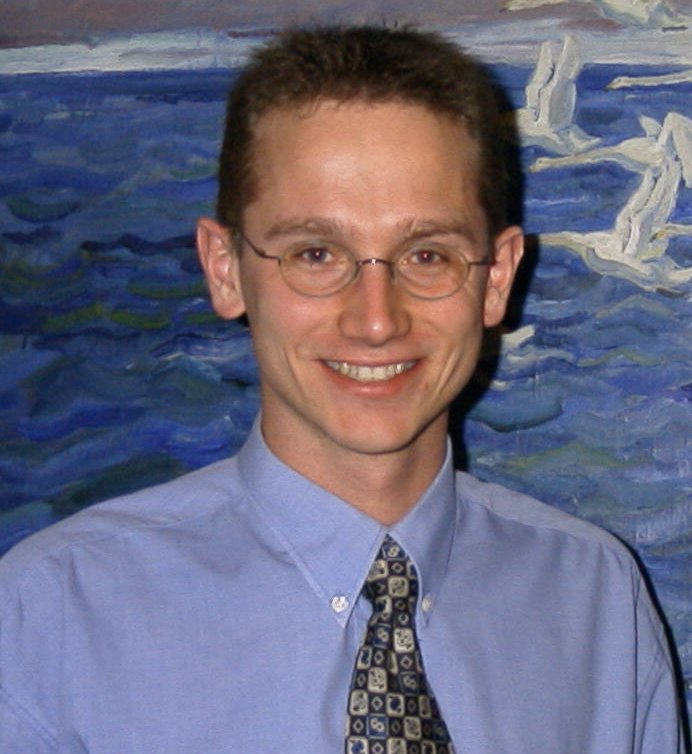
Kristian Jensen

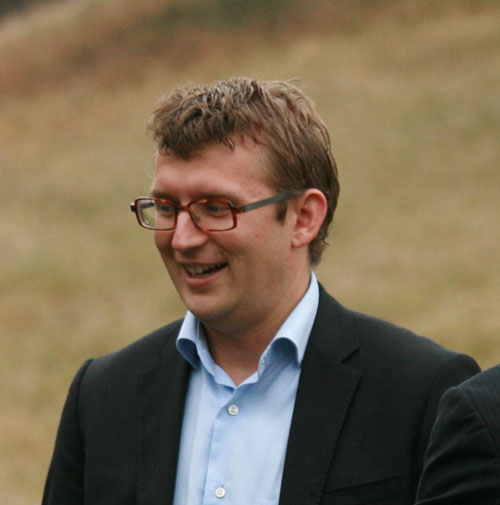
Troels Lund Poulsen

## Lista duńskich ministrów ds. podatku (od 1975)
| Od                   | Do                   | Minister ds. podatku                      | Ur.-Zm.   |
| -------------------- | -------------------- | ----------------------------------------- | --------- |
| 26 lutego 1975       | 26 lutego 1977       | Svend Jakobsen (Socialdemokraterne)       | 1935      |
| 26 lutego 1977       | 30 sierpnia 1978     | Jens Kampmann (Socialdemokraterne)        | 1937      |
| 30 I 1978            | 26 października 1979 | Anders Andersen (Venstre)                 | 1912-2003 |
| 26 października 1979 | 20 stycznia 1981     | Karl Hjortnæs (Socialdemokraterne)        | 1934      |
| 20 stycznia 1981     | 10 września 1982     | Mogens Lykketoft (Socialdemokraterne)     | 1946      |
| 10 września 1982     | 10 września 1987     | Isi Foighel (Konserwatywna Partia Ludowa) | 1927-2007 |
| 10 września 1987     | 19 listopada 1992    | Anders Fogh Rasmussen (Venstre)           | 1953      |
| 19 listopada 1992    | 24 stycznia 1993     | Peter Brixtofte (Venstre)                 | 1949      |
| 25 stycznia 1993     | 1 listopada 1994     | Ole Stavad (Socialdemokraterne)           | 1949      |
| 1 listopada 1994     | 23 marca 1998        | Carsten Koch (Socialdemokraterne)         | 1945      |
| 23 marca 1998        | 21 grudnia 2000      | Ole Stavad (Socialdemokraterne)           | 1949      |
| 21 grudnia 2000      | 27 listopada 2001    | Frode Sørensen (Socialdemokraterne)       | 1946      |
| 27 listopada 2001    | 2 sierpnia 2004      | Svend Erik Hovmand (Venstre)              | 1945      |
| 2 sierpnia 2004      | 23 lutego 2010       | Kristian Jensen (Venstre)                 | 1971      |
| 23 lutego 2010       | 8 marca 2011         | Troels Lund Poulsen (Venstre)             | 1971      |
| 8 marca 2011         | 3 października 2011  | Peter Christensen (Venstre)               | 1975      |
| 3 października 2011  | sprawuje urząd       | Thor Möger Pedersen (SF)                  | 1985      |